# Pseudantheraea
Pseudantheraea este un gen de molii din familia Saturniidae. 

## Specii
- Pseudantheraea discrepans (Butler, 1878)
- Pseudantheraea imperator Rougeot, 1962